# Adolphe Perraud

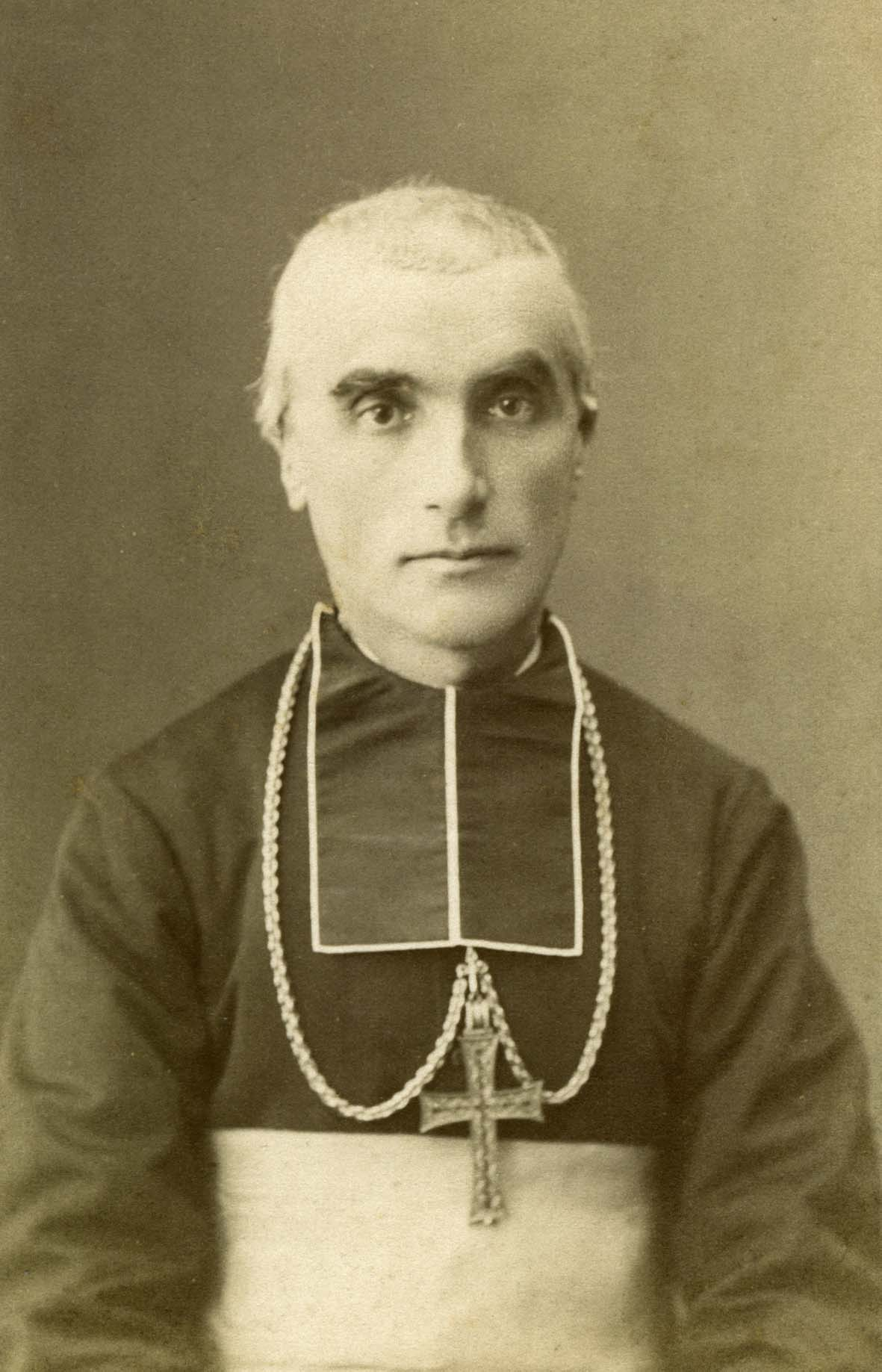
Adolphe Perraudals Bischof von Autun (1880)

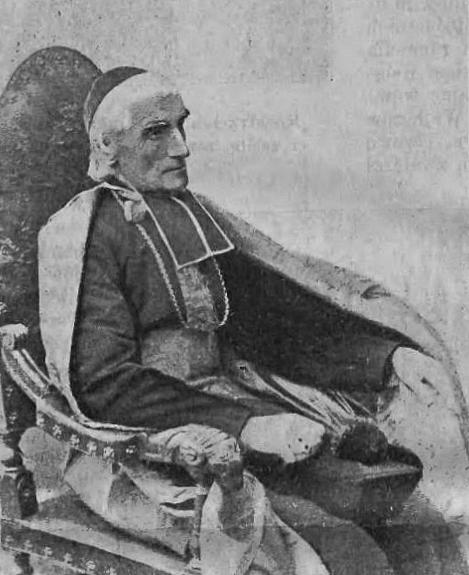
Kardinal Perraud (um 1900)

Adolphe-Louis-Albert Kardinal Perraud COI (* 7. Februar 1828 in Lyon; † 18. Februar 1906 in Autun) war ein französischer Historiker, Universitätsprofessor, Oratorianer und Bischof.

## Leben
Perraud studierte Geschichte an der École normale supérieure in Lyon, trat 1852 in das von Gratry neu gegründete Französische Oratorium ein und empfing im Juni 1854 die Priesterweihe. Danach war er Spiritual am kleinen Seminar von Coutance. Ab 1866 lehrte er Rhetorik und Kirchengeschichte an der Sorbonne. Der Kongregation des Französischen Oratoriums stand er von 1884 bis 1901 als Generalvikar vor.
1874 wurde er Bischof von Autun. Die Bischofsweihe spendete ihm Kardinal Joseph Hippolyte Guibert, Erzbischof von Paris, dessen Totenmesse er Jahre später las. Papst Leo XIII. nahm ihn am 16. Januar 1893 in petto ins Kardinalskollegium auf, was am 29. November 1895 verkündet wurde. 1896 ernannte der Papst Perraud zum Kardinalpriester der Titelkirche San Pietro in Vincoli. Nach dem Tod Leos XIII. nahm er am Konklave 1903 teil, in dem Pius X. gewählt wurde. Nach dem Unglück in Montceau-les-Mines, bei dem 20 Bergarbeiter ums Leben kamen, las Kardinal Perraud die Totenmesse für die Verstorbenen.
Adolphe Kardinal Perraud starb im Jahr 1906 im Alter von 78 Jahren in Autun.

## Auszeichnungen
Perraud wurde am 8. Juni 1882 zum Mitglied Académie française gewählt. Er folgte dem verstorbenen Henri-Auguste Barbier, der Perraud auf seinem Sterbebett als Nachfolger vorschlug.

## Werke
- Etudes sur l’Irlande contemporaine. 2 Bände. – Paris: Douniol, 1862
- L’Oratoire de France au XVIIe siècle. – Paris: Douniol, 1865
- Paroles de l’heure présente, 1870 et 1871 (1872)
- Le Cardinal de Richelieu (1872)